# Distribuição triangular
Em probabilidade e estatística, a distribuição triangular é a distribuição de probabilidade contínua que possui um valor mínimo a, um valor máximo b e uma moda c, de modo que a função densidade de probabilidade é zero para os extremos (a e b), e afim entre cada extremo e a moda, de forma que o gráfico dela é um triângulo.
A distribuição triangular é uma distribuição muito simples e útil quando se tem poucos dados, conhecendo-se um valor mínimo (a), um valor máximo (b)  e um valor mais provável (c) é possível obter uma distribuição triangular que resulta em uma boa aproximação das probabilidades de ocorrência do evento X.

## Densidade
A função densidade de probabilidade é:
{\displaystyle f(x|a,b,c)={\begin{cases}{\frac {2(x-a)}{(b-a)(c-a)}}&{\text{for }}a\leq x<c\\&\\{\frac {2}{b-a}}&{\text{for }}x=c\\&\\{\frac {2(b-x)}{(b-a)(b-c)}}&{\text{for }}c<x\leq b\\&\\0&{\text{for any other case}}\end{cases}}}

## Características da distribuição
|
|
- Parâmetros: {\displaystyle a\colon a\in (-\infty ,\infty )}
{\displaystyle b\colon b>a}
{\displaystyle c\colon a\leq c\leq b}
- Suporte: {\displaystyle a\leq x\leq b}
- Função de probabilidade acumulada: ={\displaystyle {\begin{cases}{\frac {(x-a)^{2}}{(b-a)(c-a)}}&{\text{for }}a\leq x<c\\&\\{\frac {c-a}{b-a}}&{\text{for }}x=c\\&\\1-{\frac {(b-x)^{2}}{(b-a)(b-c)}}&{\text{for }}c<x\leq b\end{cases}}}Um exemplo prático da aplicação da distribuição uniforme pode ser conforme segue abaixo:  Digamos que uma determinada empresa precise fazer um investimento, por qualquer que seja o motivo a empresa não conhece exatamente o montante desse investimento, mas conhece o valor mais provável e também os valores mínimo e máximo. Ela estima um valor mais provável para esse investimento em R$2.000.000,00, e estima que o valor mínimo que esse investimento pode assumir é 80% do valor mais provável e que o valor máximo que esse investimento pode assumir é 105% do valor mais provável.  Nesse caso temos:  c=2.000.000  a=1.600.000  b=2.100.000  Qual seria a probabilidade desse investimento ser de até R$1.800.000,00 ?

{\displaystyle F(x<1.800.000)=((1.800.000-1.600.000)^{2})/(2.100.000-1.600.000)*(2.000.000-1.600.000)}
{\displaystyle F(x<1.800.000)=0,2}
{\displaystyle F(x<1.800.000)=20\%}
Média: {\displaystyle {\frac {a+b+c}{3}}}
- Mediana: {\displaystyle {\begin{cases}a+{\frac {\sqrt {(b-a)(c-a)}}{\sqrt {2}}}&{\text{for }}c\!\geq \!{\frac {b\!+\!a}{2}}\\&\\b-{\frac {\sqrt {(b-a)(b-c)}}{\sqrt {2}}}&{\text{for }}c\!\leq \!{\frac {b\!+\!a}{2}}\end{cases}}}
- Moda: {\displaystyle c\,}
- Variância: {\displaystyle {\frac {a^{2}+b^{2}+c^{2}-ab-ac-bc}{18}}}
- Obliquidade: {\displaystyle {\frac {{\sqrt {2}}(a\!+\!b\!-\!2c)(2a\!-\!b\!-\!c)(a\!-\!2b\!+\!c)}{5(a^{2}\!+\!b^{2}\!+\!c^{2}\!-\!ab\!-\!ac\!-\!bc)^{\frac {3}{2}}}}}
- Curtose: {\displaystyle -{\frac {3}{5}}}
- Entropia: {\displaystyle {\frac {1}{2}}+\ln \left({\frac {b-a}{2}}\right)}
- Função geradora de momentos: {\displaystyle 2{\frac {(b\!-\!c)e^{at}\!-\!(b\!-\!a)e^{ct}\!+\!(c\!-\!a)e^{bt}}{(b-a)(c-a)(b-c)t^{2}}}}
- Função característica: {\displaystyle -2{\frac {(b\!-\!c)e^{iat}\!-\!(b\!-\!a)e^{ict}\!+\!(c\!-\!a)e^{ibt}}{(b-a)(c-a)(b-c)t^{2}}}}

## Uso da distribuição
A Distribuição Triangular é normalmente usada quando existe uma ideia subjetiva da população, através dos seus extremos e da sua moda.